# If You’re Happy and You Know It
If You’re Happy and You Know It ist ein beliebtes repetitives Kinderlied aus den USA. Das Lied wurde für seine Ähnlichkeiten mit Molodejnaya bekannt, einem Lied aus dem sowjetischen Musikfilm Wolga-Wolga von 1938.

## Geschichte
Das Lied wurde an verschiedenen Orten veröffentlicht, darunter in einem Band mit „konstruktiven Freizeitaktivitäten“ für Kinder (1957), in einem Buch mit Theaterprojekten für behinderte Kinder (1967) und in einem Pflegeheimhandbuch (1966).
Im Jahr 1971 reichte Jonico Music das Copyright für das Lied ein und schrieb es Joe Raposo zu.
Zu Beginn der 2000er Jahre verfolgte der amerikanische Verband für Musikaufzeichnungsindustrie Personen aktiv wegen des Herunterladens von Musik mithilfe von Filesharing-Diensten. Die Aufmerksamkeit der Medien war auf einen 12-Jährigen gerichtet, zu dessen Downloads If You’re Happy and You Know It über das Programm Kazaa gehörte.
Es existiert auch eine deutsche Version des Liedes mit dem Titel Wenn Du fröhlich bist.

## Liedtext
Wie bei vielen Kindergesängen gibt es auch hier viele Versionen der Texte. Eine beliebte Version sieht so aus:
If you’re happy and you know it, clap your hands!

If you’re happy and you know it, clap your hands!

If you’re happy and you know it, then your face will surely show it;

If you’re happy and you know it, clap your hands!
Diesem Vers folgen normalerweise drei weitere, die dem gleichen Muster folgen, aber sagen: „If you're happy and you know it, stomp your feet!“, „If you're happy and you know it, shout/say 'hooray'!“ oder „shout/say 'amen'!“; und „If you're happy and you know it, do all three!“. Andere Versionen des Liedes  sagen „then your face will surely show it“ anstelle von „and you really wanna show it“; die Formulierung „then you really ought to show it“ wurde auch verwendet. Es gibt viele andere Variationen der ersten drei Verse, einschließlich:
„... shout/say, 'Hooray'!“
„... slap your knees!“
„... slap your legs!“
„... turn around!“
„... snap your fingers!“
„... nod your head!“
„... tap your toe!“
„... honk your nose!“
„... pat your head!“
„... shout/say, 'We are'!“